# Sirenoscincus
Sirenoscincus Sakata & Hikida, 2003 è un genere di sauri della famiglia Scincidae, endemici del Madagascar.

## Tassonomia
Il genere comprende due sole specie:
- Sirenoscincus mobydick Miralles, Anjeriniaina, Hipsley, Müller, Glaw & Vences, 2012
- Sirenoscincus yamagishii Sakata & Hikida, 2003